# Knochenmark
Das Knochenmark (lateinisch Medulla ossium) ist ein in größeren Knochen von Wirbeltieren enthaltenes Binde- und Stammzellgewebe, das unter anderem der Blutbildung (Bildung von Blutzellen) dient.
Das menschliche Knochenmark ist etwa ab dem Ende des vierten Embryonalmonats (dem Beginn der medullären Phase) das wichtigste blutbildende Organ des Menschen. Es füllt die Hohlräume der Knochen (Markhöhle und Hohlräume der Spongiosa). Im Knochenmark werden fast alle Blutzellarten des Menschen gebildet.
Beim Neugeborenen findet sich blutbildendes Knochenmark in den Markhöhlen fast aller Knochen, während es beim Erwachsenen nur noch im Brustbein, den Rippen, in den Schädelknochen, den Schlüsselbeinen, den Wirbelkörpern, im Becken, Schulterblatt und den stammwärts gerichteten Enden von Oberarm- und Oberschenkelknochen zu finden ist. Im Durchschnitt besitzt ein Erwachsener etwa 2600 g Knochenmark, entsprechend 4,6 % des Körpergewichts oder etwa dem doppelten Gewicht der Leber. Etwa die Hälfte dieser Masse besteht aus rotem Knochenmark, der Rest hauptsächlich aus Fettmark. Im Knochenmark befindet sich circa 10 % allen Blutes des Körpers.
Das Rückenmark (lateinisch Medulla spinalis) ist kein Knochenmark, sondern besteht als Bestandteil des zentralen Nervensystems aus empfindlichem Nervengewebe.

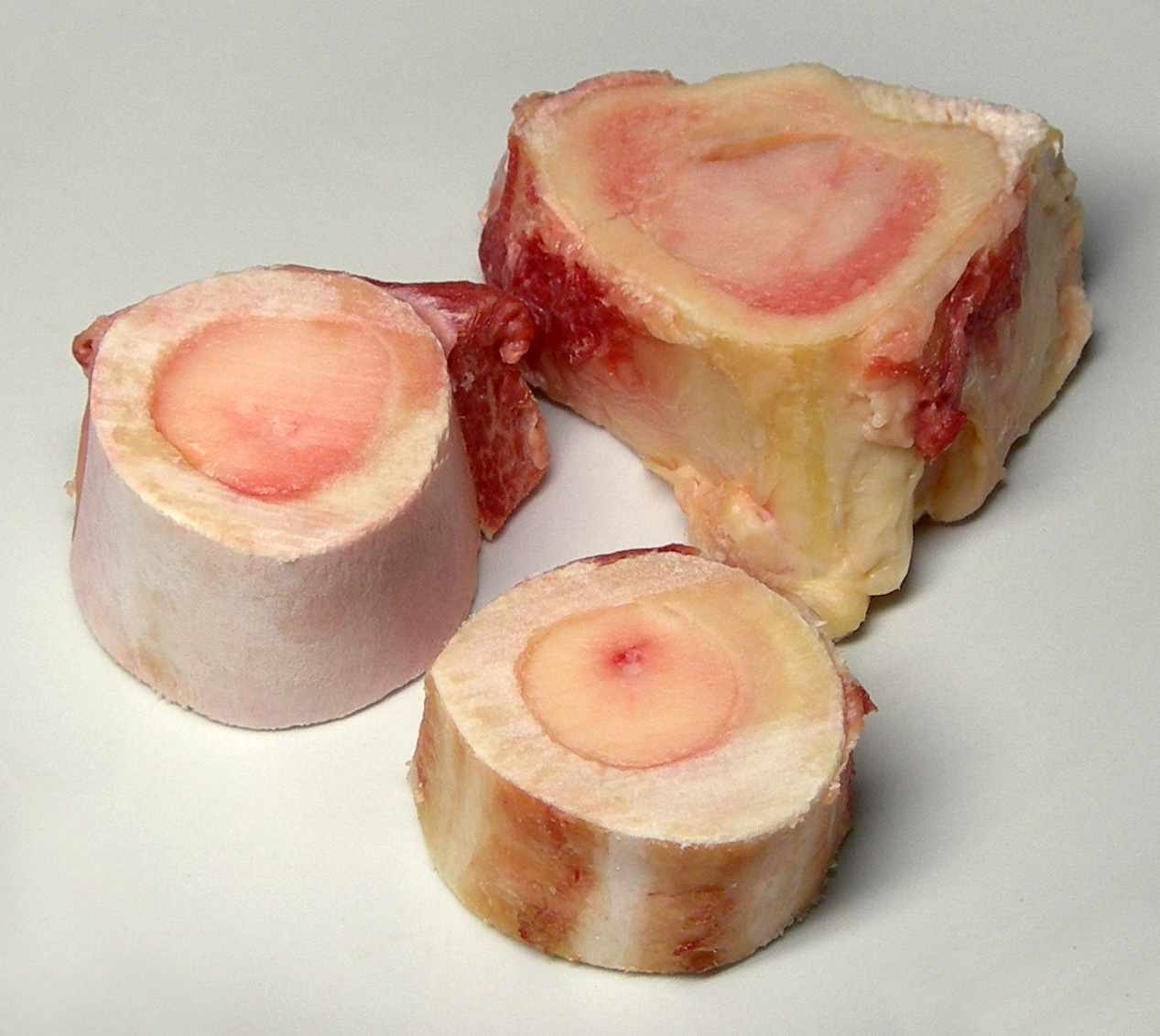
Knochenmark des Rindes, überwiegend Fettmark

## Anatomischer Aufbau
Die inneren Hohlräume der Knochen sind mit einer feinen Schicht von Bindegewebe, dem Endost, überzogen; von ihr ausgehend werden die Hohlräume mit retikulärem Bindegewebe durchzogen. Dieses Gewebe wird mittels Blutgefäßen ernährt, die in den Knochen eintreten (Vasa nutriciae) und sich dort zu langgestreckten Kavernen (Sinusoide) weiten. Die Wände dieser Kavernen werden von einem besonderen Gewebe gebildet, das zwar wie ein Epithel aussieht, aber aus Retikulumzellen gebildet wurde (Uferzellen).
Aufgabe dieses Gewebes ist nicht nur die Versorgung des dahinter liegenden Gewebes, wie es jede Kapillarwand leistet, sondern zusätzlich auch, den dahinter produzierten Blutzellen eine Möglichkeit zu bieten, in das Blut überzutreten. Granulozyten, Monozyten und Thrombozyten werden dabei aktiv tätig, doch die Erythrozyten sind dazu nicht in der Lage, da es offensichtlich keine dauerhaften Lücken in der Aderwand gibt, die dafür geeignet wären. Deswegen vermutet man, dass die Retikulo-Endothelzellen auseinanderweichen, wenn Erythrozyten in die Blutbahn abgegeben werden sollen. Zusätzlich müssen sich die Erythrozyten dabei vermutlich stark verformen, so dass dieser Vorgang zugleich einen Funktionstest für die fertigen roten Blutkörperchen darstellen würde.
Im Knochenmark finden sich keine Lymphgefäße.

### Rotes Knochenmark
Nur im roten Knochenmark (lat. Medulla ossium rubra) finden sich die blutbildenden Zellen. Es handelt sich um etwa 400 Gramm, von denen jeweils 180 Gramm an der Erythropoese, der Erzeugung der Erythrozyten, und der Leukopoese, der Erzeugung der Leukozyten beteiligt sind. Die übrigen 40 Gramm entfallen auf Zellen, die Thrombozyten produzieren.
Während beim Säugling das rote Knochenmark überall im Knochen zu finden ist, konzentriert sich beim Erwachsenen das rote Knochenmark auf die platten und kurzen Knochen. Im Schaft der langen Knochen (Diaphyse) wird das rote Knochenmark mit zunehmendem Alter durch Fettmark ersetzt. Doch auch innerhalb des roten Knochenmarks finden sich Fettzellen, im Anteil von 35 % in den Wirbelkörpern, bis zu 75 % in den Rippen.

### Gelbes Knochenmark (Fettmark)
Im gelben Knochenmark (lat. Medulla ossium flava) sind besonders große Mengen Fett in die Retikulumzellen eingelagert, wodurch das Mark gelb wirkt. Gelbes Knochenmark kann keine Blutzellen produzieren, es kann auch nicht zu blutbildenden Zellen umgewandelt werden, da sich spezialisierte Körperzellen nicht zu pluripotenten Zellen zurückentwickeln können. Die einzige Möglichkeit, wie sich in gelbem Knochenmark wieder rotes entwickeln kann, ist als Metastase im Rahmen einer Leukämie. Wenn allerdings größere Mengen Blut benötigt werden, z. B. nach größeren Blutverlusten, kann sich in Knochen, in denen noch rotes Knochenmark vorhanden ist, dieses ausdehnen und das gelbe Knochenmark verdrängen.
Gelbes Knochenmark findet sich hauptsächlich in den Diaphysen, den Schäften der Röhrenknochen.

### Weißes Knochenmark (Gallertiges Knochenmark, Gallertmark)
Bei dieser Variante des gelben Knochenmarks sind die Fetteinlagerungen durch Wasser ersetzt, daher das gallertartige Aussehen. Weißes Knochenmark kann nicht mehr zu rotem Knochenmark rückgewandelt werden, es ist also eine irreversibel degenerierte Form des Marks. Diese Variante tritt meist im hohen Alter oder bei Schwerkranken auf.

## Blutbildung

Das Knochenmark enthält neben dem Fettmark verschiedene Vorläuferzellen von Blutzellen

Im Knochenmark findet, wie Neumann dies in Bezug auf die roten und weißen Blutzellen, 1868 entdeckte, Blutbildung statt. Obwohl Forscher lange Zeit diskutierten, ob die verschiedenen Blutzellen aus einer, zwei oder drei verschiedenen Stammzellen gebildet werden, scheint es heute so, als ob eine einzige Stammzelle der Ursprung aller Blutzellen ist: der Hämozytoblast. Durch Teilung entstehen aus ihm zwei Zellen: ein neuer Hämozytoblast und eine Vorläuferzelle, die der Beginn der Entwicklungsreihen Erythropoese, Granulopoese, Lymphopoese, Thrombozytopoese und Monozytopoese ist, an deren Ende jeweils die verschiedenen Blutzellarten stehen. Die Faktoren, die zu den unterschiedlichen Formen führen, sind bisher weitgehend unbekannt; nur dass eine Gruppe von Wirkstoffen, die Poetine, daran beteiligt ist, gilt als sicher.
Hämozytoblasten kommen nicht nur im Knochenmark vor, sondern finden sich auch in geringem Umfang im Blut. Beim Erwachsenen teilen sich diese Zellen nur noch selten.

### Erythropoese
Wenn aus dem oben beschriebenen Teilungsvorgang ein Proerythroblast hervorgeht, werden neue Erythrozyten produziert (Erythropoese). Dabei reift das Blutkörperchen in vier bis fünf Tagen vom Proerythroblast über den Erythroblast (auch Makroblast genannt) und dem Normoblast, der seinen Zellkern ausstößt, zum Retikulozyt. In ihm sind noch Reste der RNA zu erkennen, die netzförmig die Zelle durchziehen (Substantia granulofilamentosa). Etwa 0,8 % dieser Retikulozyten gelangen bereits in die Blutbahn, obwohl sie erst die letzte Vorstufe zum normalen roten Blutkörperchen darstellen. Nach einem bis zwei Tagen sind auch die letzten Reste der RNA verschwunden, nun ist der Erythrozyt reif und wird in die Blutbahn ausgestoßen.
Aus jedem Proerythroblasten gehen in vier bis fünf Teilungsschritten 16 bis 32 Erythrozyten hervor. Davon sind normalerweise 10 % bis 15 % fehlgebildet und gehen zugrunde.

### Granulopoese
Bei der Granulopoese (Syn. Granulozytopoese) entwickeln sich die Vorläuferzellen zu Myeloblasten, die sich wiederum in Promyelozyten weiterentwickeln. Von dieser Stufe stammen wahrscheinlich nicht nur die Granulozyten ab, sondern auch die Monozyten (siehe weiter unten: Monozytopoese).
Metamyelozyten sind der direkte Vorläufer der drei Granulozytenarten und sind die nächste Stufe der Entwicklung. Bis der Promyelozyt sich so weit entwickelt hat, vergehen vier bis sieben Tage, bis zu den reifen Endstadien der Granulozyten werden weitere vier bis sechs Tage vergehen. Aus einem Promyelozyten entstehen 16 reife Granulozyten.
Die Teilung des Promyelozyten führt zur ersten, noch unreifen Form der Granulozyten, die jetzt noch einen unsegmentierten Zellkern besitzen (stabkerniger Granulozyt). In den nächsten Tagen entstehen drei bis vier Einschnürungen, die den Zellkern in Segmente teilen, die aber untereinander verbunden sind; der Zellkern wird nicht etwa zerteilt. Sobald diese Segmentierung abgeschlossen ist, gilt der Granulozyt als reif (segmentkerniger Granulozyt) und wird in die Blutbahn geschleust.

### Monozytopoese
Wie der Granulozyt stammt auch der Monozyt vom Promyelozyten ab; zumindest wird die Vermutung durch enzymhistochemische Untersuchungen nahegelegt. Sie werden ohne weitere Reifung aus dem Knochenmark ausgeschleust, können sich aber an anderen Stellen des Körpers in andere Zellarten des Retikulo-Endothelialen Systems, wahrscheinlich auch in Mastzellen, umwandeln.

### Lymphopoese
Aus Lymphozyten-Stammzellen entstehen Lymphoblasten.
Aus diesen gehen zum einen Pro-T-Lymphozyten hervor, die in undifferenziertem Zustand das Knochenmark durchlaufen. Sie siedeln sich im Thymus an und dort erfolgt ihre weitere Entwicklung zu T-Lymphozyten.
Zum anderen entstehen Pro-B-Lymphozyten, die sich im Knochenmark differenzieren und dann als B-Lymphozyten lymphatische Organe (Milz, Lymphknoten, Mandeln u. a.) besiedeln.

### Thrombozytopoese
Thrombozyten (Blutplättchen) sind Abschnürungen aus dem Plasma der Megakaryozyten (Knochenmarksriesenzellen), die sich bei diesem Vorgang verbrauchen. Dabei vereinigen sich die Trennwände von Teilen des Plasmalemmas zu trennenden Wänden und Spalten. So wird der entstehende Thrombozyt mit einer Membran umgeben, bis er sich schließlich abschnürt.

## Erkrankungen des Knochenmarks
Beispiele für Knochenmarkserkrankungen sind Knochenmarködem, Leukämie, Myelodysplastisches Syndrom, Neuroblastom, Osteomyelitis und Strahlenkrankheit.

### Schädigende Medikamentenwirkstoffe
Die meisten Zytostatika wie z. B. Chlorambucil, Melphalan, Busulfan, Tioguanin, Cyclophosphamid, Ifosfamid, Imatinib, Trofosfamid, Carmustin, Lomustin, Mitobronitol, Vinblastin, Vindesin, Cisplatin, Etoposid und Teniposid sowie Biguanide, Chloramphenicol, Clozapin, Hydantoin und Pyrazinamid wirken knochenmarksschädigend.
Viele weitere Wirkstoffgruppen wie zum Beispiel die Sulfonamide, beeinträchtigen die Bildung von Leukozyten und Thrombozyten, ohne in dieser Aufzählung enthalten zu sein. Siehe hierzu Leukopenie und Thrombopenie.

### Knochenmarködem
Als Knochenmarködem oder Knochenmarködem-Syndrom (KMÖS), wird eine schmerzhafte Erkrankung meist des Oberschenkelknochens (Femurkondyls) unmittelbar über dem Kniegelenk, seltener der Hüfte oder noch seltener auch anderer Knochen bezeichnet, deren Ursache bislang nicht geklärt wurde. Der Begriff Transiente Osteoporose, auch transitorische Osteoporose wird im angloamerikanischen Sprachraum oft für das Knochenmarködem verwendet. Die Transiente Osteoporose ist eine zeitlich begrenzte Form des Knochenmarködems, welche nie chronisch wird. Das klassische Leitsymptom der transienten Osteoporose ist ein spontaner stechender Schmerz im Bereich der Kniegelenke oder der Hüftgelenke. Während im Röntgenbild oft kein krankhafter Befund sichtbar ist, kann die Diagnose mit der Magnetresonanztomographie (MRT) meist zuverlässig gestellt werden. Die transiente Osteoporose betrifft Männer im mittleren Lebensalter, und deutlich seltener Frauen, sie wird bei unbekannter Ätiologie auch als idiopathisches Knochenmarködemsyndrom (KMÖS) bezeichnet.

## Knochenmarkspende
Eine Knochenmarkspende ist eine Methode zur Gewinnung von Blutstammzellen. Diese werden benötigt, wenn jemand zum Beispiel an Leukämie (Blutkrebs) erkrankt ist oder an anderen Erkrankungen des blutbildenden Systems leidet. Eine Transplantation der Blutstammzellen bietet in diesem Fall eine Heilungschance. Da die Knochenmarkspende in diesem Sinne nur eine Methode zur Gewinnung von Blutstammzellen ist, spricht man heute häufig allgemein von Blutstammzellspende, wobei die Knochenmarkspende im eigentlichen Sinn als Entnahme von Blutstammzellen durch Punktionen im Begriff der Blutstammzellspende mit enthalten ist.